# Mahmoud Dowlatabadi

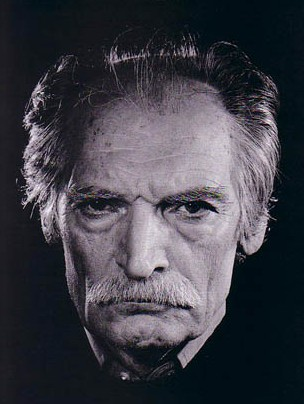
Mahmoud Dowlatabadi

Mahmoud Dowlatabadi oder Mahmud Doulatābādi (persisch محمود دولت‌آبادی‎; * 1. August 1940 im Dorf Dowlatabad, Razavi-Chorasan, Iran) ist ein iranischer Schriftsteller, Schauspieler und Bibliothekar. Dowlatabadi gilt als einer der bedeutendsten Volksepiker Irans.
Die Grundschule beendete er in seinem Geburtsdorf. In seiner Jugend half er seinem Vater beim Besohlen der Leinenschuhe. Mit 13 Jahren verließ er sein Heimatdorf und lebte in Eyvan-e key, östlich von Teheran. Er arbeitete als Schafhirte, Landarbeiter, Velomechaniker und in einer Baumwollfabrik. Später ging er nach Teheran und arbeitete dort in einer Druckerei und als Frisör. In Maschhad besuchte er das Abendgymnasium. Er schloss die Schule nicht ab, sondern kehrte nach Teheran zurück, wo er als Kartenkontrolleur in einem Kino, als Lagerverwalter und als Souffleur beim Theater arbeitete. Er bewarb sich als Zwanzigjähriger für die Aufnahmeprüfung an einer Schauspielschule und wurde ungeachtet des fehlenden Abiturs aufgenommen. Danach arbeitete er 14 Jahre in einem Theaterensemble. Im Jahre 1974 wurde er bei einer Gorki-Aufführung in der Nacht von der Bühne weg durch den Savak verhaftet und verbrachte die nächsten beiden Jahre im Gefängnis.
Er begann in den 1960er Jahren zu schreiben und verfasste Romane und Theaterstücke. Sein Roman Kelidar ist einer der bedeutendsten der iranischen Kultur. Seine Schriften wurden neben dem Arabischen auch ins Englische, Deutsche, Schwedische und Niederländische übersetzt.

## Werke in deutscher Übersetzung
- Der leere Platz von Ssolutsch (Übersetzung: Sigrid Lotfi), Unionsverlag, Zürich 1991, ISBN 978-3-293-20081-4.
- Die Reise (Übersetzung Bahman Nirumand), Unionsverlag, Zürich 1992, ISBN 978-3-293-20139-2.
- Kelidar (Übersetzung Sigrid Lotfi), Unionsverlag, Zürich 1991, ISBN 978-3-293-20145-3.
- Die alte Erde (Übersetzung Bahman Nirumand), Unionsverlag, Zürich 2000, ISBN 978-3-293-20318-1.
- Der Colonel (Übersetzung Bahman Nirumand), Unionsverlag, Zürich 2010, ISBN 978-3-293-20499-7.
- Nilofar (Übersetzung Bahman Nirumand), Unionsverlag, Zürich 2016, ISBN 978-3-293-20752-3.